# Zbór Kościoła Zielonoświątkowego „Kościół dla Ciebie” w Bydgoszczy
Zbór Kościoła Zielonoświątkowego „Kościół dla Ciebie” w Bydgoszczy – zbór Kościoła Zielonoświątkowego w RP znajdujący się w Bydgoszczy, jeden z dwóch bydgoskich zborów zielonoświątkowych oraz jeden z wielu ewangelicznych kościołów protestanckich. Należy do okręgu pomorskiego Kościoła Zielonoświątkowego w RP.

## Przełożony zboru
- Michał Włodarczyk